# 吐鲁番兽属
吐鲁番兽属（学名：Turfanodon）一种生活在二叠纪晚期至三叠纪早期的大型二齿兽，最早发现于中华人民共和国新疆维吾尔自治区吐鲁番市高昌区大河沿镇桃树园子的锅坑组地层中。模式种为博格达吐鲁番兽（T. bogdaensis）。2021年在内蒙古大青山动物群又发现一新种九峰吐鲁番兽（T. jiufengensis），使本属成为目前发现的首个2.5亿年前既在热带又在温带分布的二齿兽类属。